# Le Grand Fanfaron
Pour plus de détails, voir Fiche technique et Distribution.
Le Grand Fanfaron, également connu sous le titre Les Bidasses en cavale, est une comédie franco-belge réalisée par Philippe Clair, sortie en 1976.

## Synopsis
Le Lieutenant Gilles, hanté par l'image de la Colonelle, désormais veuve, n'arrive pas à se marier avec d'autres femmes. Il se croit ensorcelé. Aussi avec Charlie, un ancien camarade de régiment, il décide de partir en Inde, pour solliciter les pouvoirs d'un guérisseur. Là-bas, les deux compères rencontrent Isabelle, dont Gilles tombe amoureux. Mais ils n'en sont pas au bout de leurs peines, cette charmante jeune fille se révélant être celle de la Colonelle. Ils essayent alors de supprimer définitivement cette femme encombrante, sans succès. Gilles apprend de surcroît que cette enfant est de lui. Il se résout à assumer ses devoirs de père, auprès de la Colonelle, tandis qu'Isabelle convole avec Charlie.

## Fiche technique
- Titre : Le Grand fanfaron
- Réalisation : Philippe Clair
- Scénario : Freha Benzaken, Philippe Clair, Jean Max et Pierre Pelegri
- Musique : Jacques Revaux et Hervé Roy
- Photographie : Alain Levent
- Montage : Françoise Cavafian, Gilbert Kikoïne, Danny Mazure et Françoise Thouroude
- Production : Jacques Dorfmann
- Société de production : Babel Productions, Belstar Productions, Les Productions Fox Europa, Union Cinématographique Européenne et World Productions
- Société de distribution : Fox-Lira (France)
- Pays de production:  France et  Belgique
- Genre : comédie
- Durée : 91 minutes
- Date de sortie : 
  - France : 16 juillet 1976

## Distribution
- Michel Galabru : le lieutenant Gilles Castelet, un homme envoûté depuis toujours, pour le meilleur et pour le pire, par la colonelle
- Micheline Dax : la colonelle Popoti, qui obsède Gilles depuis toujours
- Claude Melki : Charlie Caponi, un ancien bidasse que retrouve Gilles et qui tente de le désenvoûter de la colonelle
- Carole Chauvet : Isabelle Popoti, une jolie jeune fille dont Gilles tombe amoureux avant de se rendre compte qu'elle est la fille de... la colonelle !
- Gilbert Servien : l'ordonnateur
- Philippe Clair : le chauffeur de car français expatrié en Inde / la voix doublée de Claude Melki